# Protitanotherium
Protitanotherium — рід бронтотерій, що походить із Північної Америки та Кореї. Вони жили в середньому до пізнього еоцену 46.2—33.9 млн років тому.